# Parigny-les-Vaux
Parigny-les-Vaux is een gemeente in het Franse departement Nièvre (regio Bourgogne-Franche-Comté). De plaats maakt deel uit van het arrondissement Nevers. Parigny-les-Vaux telde op 1 januari 2022 965 inwoners.

## Geografie
De oppervlakte van Parigny-les-Vaux bedroeg op 1 januari 2022 31,47 vierkante kilometer; de bevolkingsdichtheid was toen 30,7 inwoners per km².

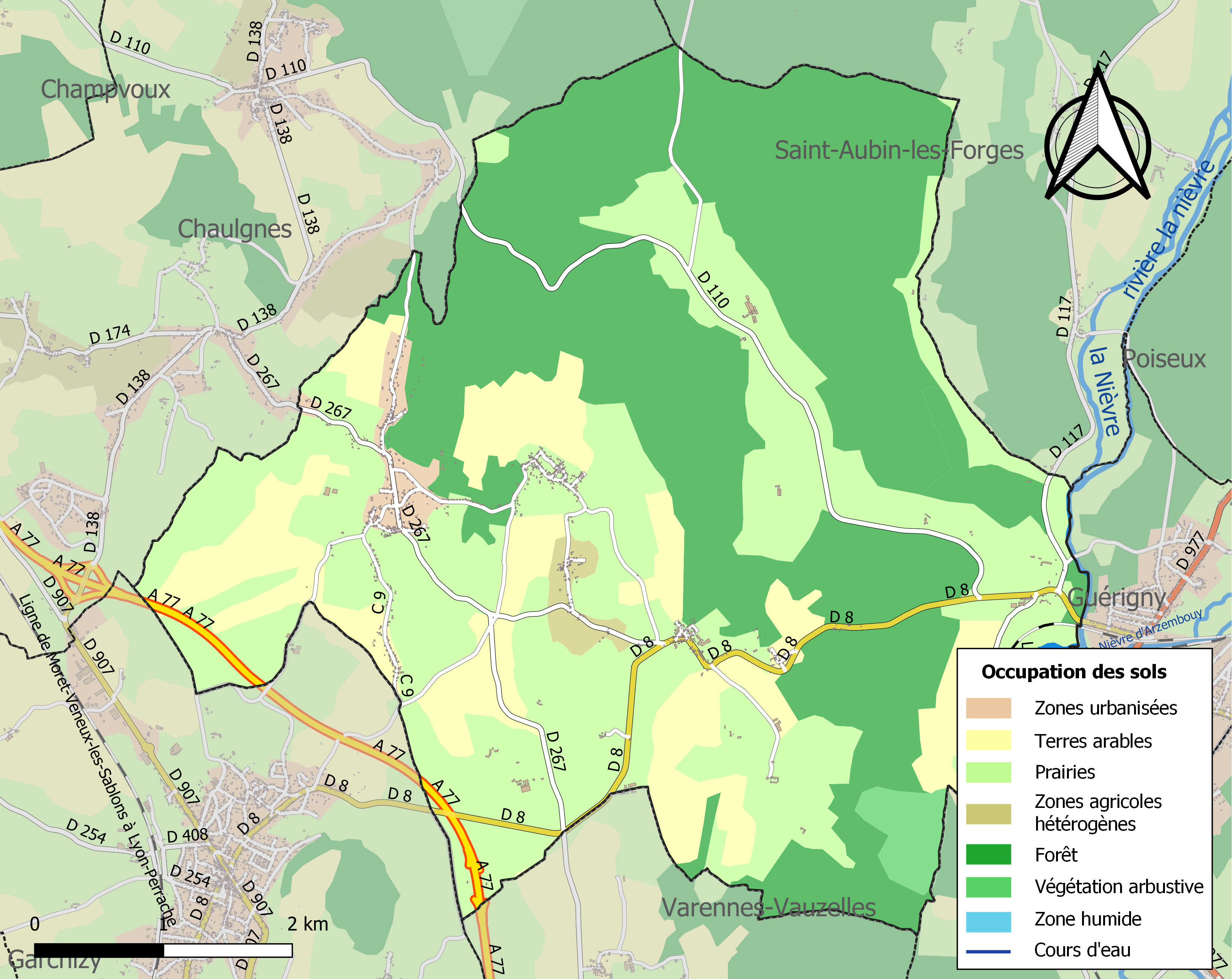
Kaart van de gemeente met de belangrijkste infrastructuur, bodemgebruik en omliggende gemeenten

## Demografie
Onderstaande figuur toont het verloop van het inwonertal (bron: INSEE-tellingen).